# Ernst Joachim Förster
Pour les articles homonymes, voir Förster.
Ernst Joachim Förster (1800-1885) est un peintre, illustrateur et critique d'art allemand, auteur de plusieurs ouvrages à propos de l'histoire de l'art en Allemagne et en Italie.

## Biographie
Ernst Joachim Förster est né le 8 avril 1800 à Münchengosserstädt en Thuringe. Il étudie la théologie et la philosophie, puis se dirige vers l'art, et entre dans l'atelier de Peter von Cornelius à Munich. Pendant ses études, il devient membre de l'Urburschenschaft d'Iéna en 1818, de l'Alte Burschenschaft Teutonia de Prague en 1818/1819, de l'Alte Burschenschaft Arminia de Berlin (de) et de la Burschenschaft de Marbourg en 1820. Il réalise des fresques à l'Université de Bonn et à Munich. Sa réputation repose sur la découverte d'anciennes peintures et sur ses travaux sur l'histoire de l'art.
Son frère est l'historien et poète Friedrich Christoph Förster (1791-1868). Il était le gendre de l'écrivain Johann Paul Friedrich Richter dit Jean Paul. Il meurt à Munich le 29 avril 1885.

## Galerie

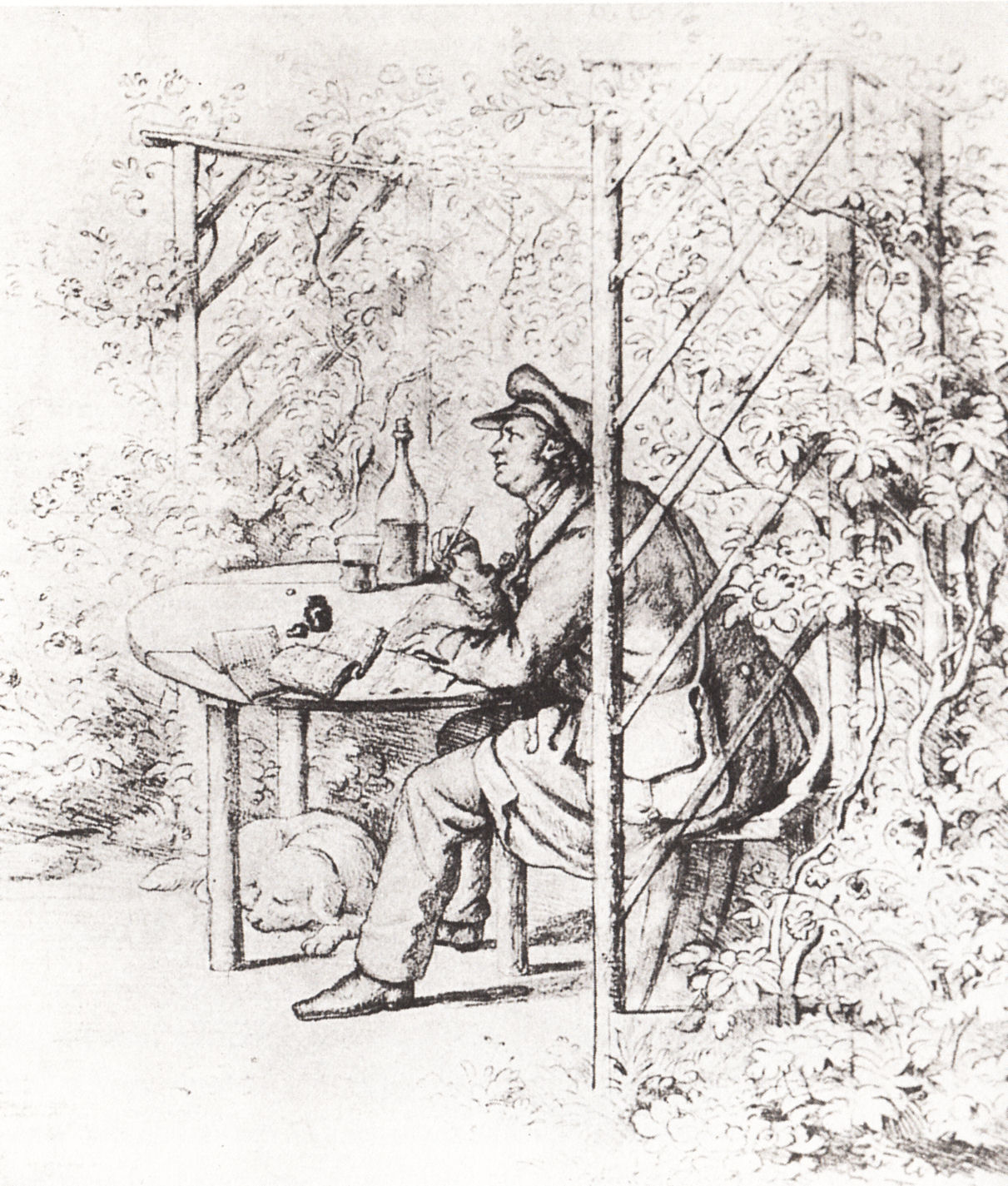
Portrait de Jean Paul
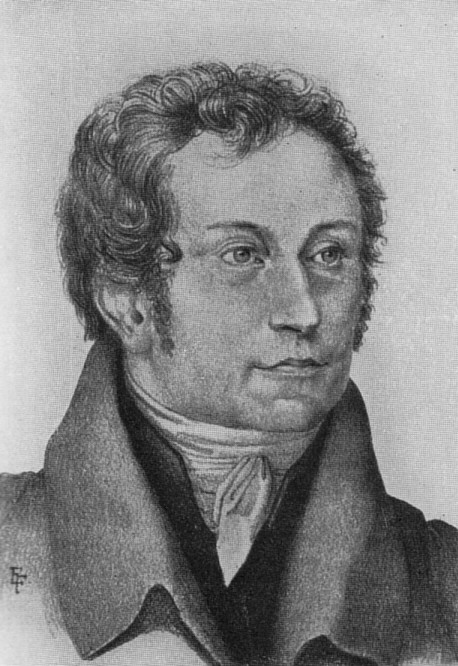
Heinrich Luden

## Ouvrages
- Die Wandgemälde der Sanct Georgenkapelle zu Padua (1859)
- Vorschule der Kunstgeschichte (1862)
- Denkmale deutscher Baukunst, Bildnerei und Malerei (1853–69)
- Geschichte der deutschen Kunst (1851–60)
- Geschichte der italienischen Kunst (1869–78)
- Peter von Cornelius (1874)